# François Pourfour du Petit

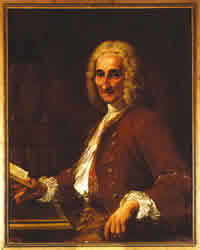
François Pourfour du Petit.

François Pourfour du Petit (* 24. Juni 1664 in Paris; † 18. Juni 1741 ebenda) war ein französischer Anatom und Physiologe, der unter anderem zur Gehirnanatomie forschte.

## Leben
François Pourfour du Petit war der Sohn eines Kaufmanns und verlor seine Eltern noch im Kindesalter. Seine frühe Ausbildung erhielt er am Collège de Beauvais. Um seine physikalischen Kenntnisse zu vermehren, machte er eine Reise durch Belgien und Frankreich. Er soll in La Rochelle einen gewissen Blondin kennengelernt haben, der ihm nicht nur seine Bibliothek, seinen botanischen Garten und sein Naturalienkabinett zur freien Benutzung angeboten, sondern auch Unterricht in den Anfangsgründen der Anatomie erteilt und so die Neigung zum Studium der Medizin in du Petit geweckt habe. 1687 begab sich du Petit  nach Montpellier, hörte an der dortigen Universität Vorlesungen über Medizin und erwarb 1690 den Doktorgrad. Er kehrte dann nach Paris zurück und studierte Anatomie unter Du Verney, Botanik unter Tournefort und Chemie unter Lémery, deren Freundschaft er sich bald erwarb.
Hierauf wandte sich du Petit dem Studium der Chirurgie an der Charité zu und wurde 1693 als Arzt in der flandrischen Armee Ludwigs XIV angestellt. In dieser Funktion erteilte er den Hilfsärzten Unterricht in der Anatomie, Chemie und Botanik und erwarb ein sehr bedeutendes Herbarium. Nach dem Frieden von Rijswijk 1697 kehrte du Petit nach Paris zurück, ging aber beim Ausbruch des Spanischen Erbfolgekriegs wieder zur Armee und verließ diese erst 1713 nach dem Frieden von Utrecht, um sich nun dauerhaft in Paris niederzulassen. 1722 wurde er Mitglied der Académie des sciences. 1741 starb er im Alter von 77 Jahren in Paris.
Hauptsächlich beschäftigte sich du Petit mit Augenkrankheiten und suchte die Operation der Katarakte durch Instrumente und neue Methoden zu verbessern. In Namur führte er zwischen 1710 und 1712 bedeutende physiologische Experimente an den Hôpitaux du Roi durch, sowie in den 1720er Jahren in Paris. 1710 entdeckte er die Kontralateralität des Gehirns bei der Steuerung von Bewegungen. Ein Jahr zuvor beschrieb Domenico Mistichelli (1675–1715) die Kreuzung der Pyramidenbahn.

## Schriften
- Trois lettres d’un médecin des hôpitaux du roi à un autre médecin de ses amis sur un nouveau système du cerveau, Namur 1710
- Mémoire sur plusieurs découvertes faites dans les yeux de l’homme …, Mémoires de l’Académie des sciences, 1723
- Sur l’opération de la cataracte, Mémoires de l’Académie des sciences, 1724
- Mémoire dans lequel il est démontré que les nerfs intercostaux fournissent des rameaux qui portent des esprits dans les yeux, Mémoires de l’Académie des sciences, 1727
- Différentes manières de connaître la grandeur des chambres de l’humeur aqueuse dans les yeux de l’homme, Mémoires de l’Académie des sciences, 1727 (hierin beschrieb du Petit sein Ophthalmometer)
- Dissertation sur une nouvelle méthode de faire l’opération de la cataracte, Paris 1727
- Lettre dans laquelle il est démontré que le cristallin est fort près de l’uvée et où l’on rapporte de nouvelles preuves de l’opération de la cataracte, Paris 1729
- Lettres contenant des réflexions sur ce que M. Herquet, D. M. a fait imprimer touchant les maladies des yeux, Paris 1729
- Mémoire sur le cristallin de l’œil de l’homme, des animaux à quatre pieds …, Mémoires de l’Académie des sciences, 1730
- Lettres contenant des réflexions sur des découvertes faites sur les yeux, Paris 1732